# Nahr al-Kabir
Il Nahr al-Kabir (in arabo النهر الكبير‎?, «il grande fiume»), anche Nahr el-Kebir o semplicemente Kebir, è un fiume del Medio Oriente che fluisce nel Mar di Levante.
Il fiume segna una buona parte della frontiera a nord tra il Libano e Siria. Il fiume era conosciuto in tempi antichi come Eleutherus, (o Eleutheros, o Eleuteris) e viene indicato come tale nella Bibbia.